# 1944 THE LOOP MASTER
『1944 THE LOOP MASTER』（イチキュウヨンヨン ザ・ループマスター）は2000年にカプコンより発売された縦スクロールシューティングゲーム。開発はエイティング、ライジング（クレジット上はサポート扱い）。『19XX -THE WAR AGAINST DESTINY-』から実に4年ぶりに発売された19シリーズの最新作。
カプコンが他社と協力してアーケードタイトルをリリースする「パートナーシッププロジェクト」の1つであり、版権はカプコンが持っている。

## 概要
プレイヤー機は1P側がP-38ライトニング、2P側がゼロファイターとなっているが性能差はない。
前作まではモニターを縦にしていたが、今作は横画面モニターとなっている。
BGMが従来のメロディアスな曲から一新され、ハードロック調になっているのも特徴の1つである。
開発元がカプコン自社から外注へかわったせいか、前作の『19XX』や『1941』の要素やゲーム性はほとんど引き継がれていない。縦スクロールのみの構成、画面の荒さやライフ制という観点からはむしろ『1942』に近い。

## システム
8方向レバーと2ボタンを使用する。ショットボタンで攻撃、ボムボタンでボムを発射。ショットボタンは押しっぱなしでタメることで画面下の「チャージ」ゲージが溜まり、満タンになるとチャージアタックが可能に。ゲージは時間経過で減少していくが、寸前までタメ直すことでチャージの温存が可能。チャージアタックを使用すると自機が高高度に上昇、一定時間敵の攻撃を受けない無敵状態になりショットが強化される。ただし、チャージアタック使用後はオーバーヒートし、一定時間チャージ不能になる。
時折来る敵編隊を全滅させるとPOW、ボム、ショットの各アイテムが手に入る。敵に当たるか敵の攻撃を受けると画面左上のPOWゲージが減少し、全て無くなるとゲームオーバーとなる。POWゲージが少ない状態で被弾するとショットのレベルが低下する。なお、POWゲージは特定の面をクリアすると瀕死の時に限り少しだけ回復する。
地上物を通常ショットで破壊すると金塊が、チャージショットで破壊すると金塊2個分の価値があるフルーツが出現する。一部の敵は大型の金塊（10個分）を落とす。金塊を10個集めるごとに「ゴールデンファイター」が画面左上か右上から出現する。それを破壊するとサイドファイターのアイテムが出現し、取ることで手持ちの金塊を10個ごとでサイドファイターを2体分、全部交換される。
サイドファイターはチャージショットやボム使用中にボムボタンを押すと、敵に特攻して大きなダメージを与えてくれる。ボム無しの状態でもそのまま特攻させる。

## ステージ＆ボス紹介
1周完結の全15面。ステージ名は全て韻を踏んでいて、陸海空バランスよく配備されたボスには特徴的な和名が付けられている。
| 面 | ステージ名 | ボス(ローマ字表記)                | 概要 |
| -- | ---------- | --------------------------------- | --- |
| 1  | 紺碧の緒戦 | 高速駆逐艦 『凪』（NAGI）2隻      | 島の飛行場から発進し、味方艦船とともに敵軍に本格的攻撃を開始する。                                                                                             |
| 2  | 鉄獣の咆哮 | 新型重戦車 『遉兜』（CHOUTO）     | 味方の上陸作戦を支援し、エリアを占拠する巨大戦車を奇襲する。                                                                                                   |
| 3  | 密林の絨毯 | 試作攻撃機 『茜』（AKANE）        | 辺境の基地に居座る地上戦力を迎撃する。 |
| 4  | 巌の要塞   | 巡航戦車 『烽』（NOROSHI）2輌     | 切り立った崖に立つ、敵の前線基地を攻撃する。 |
| 5  | 天空の魔鳥 | 大陸間爆撃機 『穹王』（KYUOU）    | 攻撃機や濃密な対空砲火をかわしつつ、自軍の脅威となる超弩級爆撃機を追撃する。                                                                                   |
| 6  | 妖の山嶺   | 特型攻撃機 『遙』（HARUKA）2機    | 雲海を舞台とした、壮大な空中戦。地上敵は出現しない。 |
| 7  | 悪夢の峡谷 | 対潜巡洋艦 『戒』（KAI）          | 渓谷を抜け、山頂の湖を目指す途中で敵の総攻撃を受ける。 |
| 8  | 田園の激闘 | 多砲塔戦車 『礎』（ISHIZUE）3輌   | 田園地帯を占拠する、新型の航空兵器を中心とした敵戦力を迎撃する。 この面からレーザー支援機が実戦投入され、 サイドファイターのショットが敵を貫通するようになる。 |
| 9  | 泥濘の迎撃 | 中型爆撃機 『暁』（AKATSUKI）2機  | 湿地周辺の村を占拠する敵戦車群を減らし、爆撃機の脅威を取り除く。                                                                                               |
| 10 | 荒海の要塞 | 超弩級戦艦 『隗神』（KAIZIN）     | 敵航空機の妨害を受けながら、驚異的な制圧力を持つ超弩級戦艦を破壊する。                                                                                         |
| 11 | 油田の挟撃 | 防空戦艦 『勇』（YU）             | 油田に停泊する艦隊を攻撃する。敵艦隊を全滅させると金色のPOWか弥七が出現する。                                                                                  |
| 12 | 巨艦の顎   | 双胴輸送艦 『猛』（TAKE）         | 大型戦闘機に護られた敵の巨大空母を襲撃し、対空攻撃力および制海力を減らす。                                                                                     |
| 13 | 緑の戦場   | 大型戦闘機 『嵐』（ARASHI）2機    | 牧場近くにある敵の飛行場を急襲し、 ミステリーサークルがある麦畑で大型戦闘機との激闘を繰り広げる。                                                              |
| 14 | 最後の死闘 | 軌道式戦車 『極』（GOKU）3輌      | 敵本拠地にある司令基地の管制機能を失わせる。 |
| 15 | 勝利の鐘   | 移動要塞 『遖砦』（APPARETORIDE） | 脱出を図る要塞に対し、最後の死力を尽くして単独で雷撃を行う。                                                                                                   |

## 移植版
| No. | タイトル                     | 発売日            | 対応機種                         | 開発元 | 発売元   | メディア     | 備考 |
| --- | ---------------------------- | ----------------- | -------------------------------- | ------ | -------- | ------------ | ---- |
| 1   | カプコンアーケードスタジアム | INT 2021年2月18日 | Nintendo Switch                  |        | カプコン | ダウンロード |      |
| 2   | カプコンアーケードスタジアム | INT 2021年5月25日 | PlayStation 4 Xbox One PC(Steam) |        | カプコン | ダウンロード |      |